# ロイヤル・パビリオン
座標: 北緯50度49分23秒 西経0度08分15秒 / 北緯50.82306度 西経0.13750度

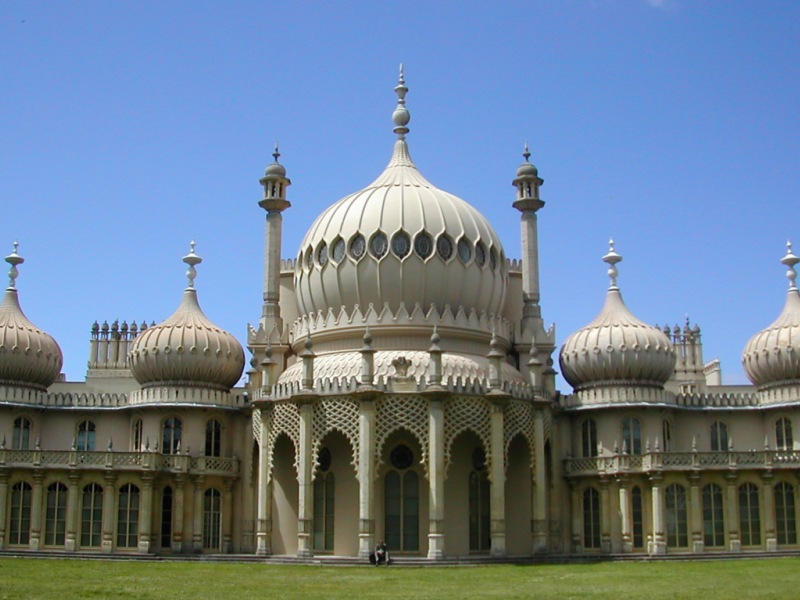
中央のクーポラは、当時としては最新の素材であった約60トンの鋳鉄による骨組構造をもつ

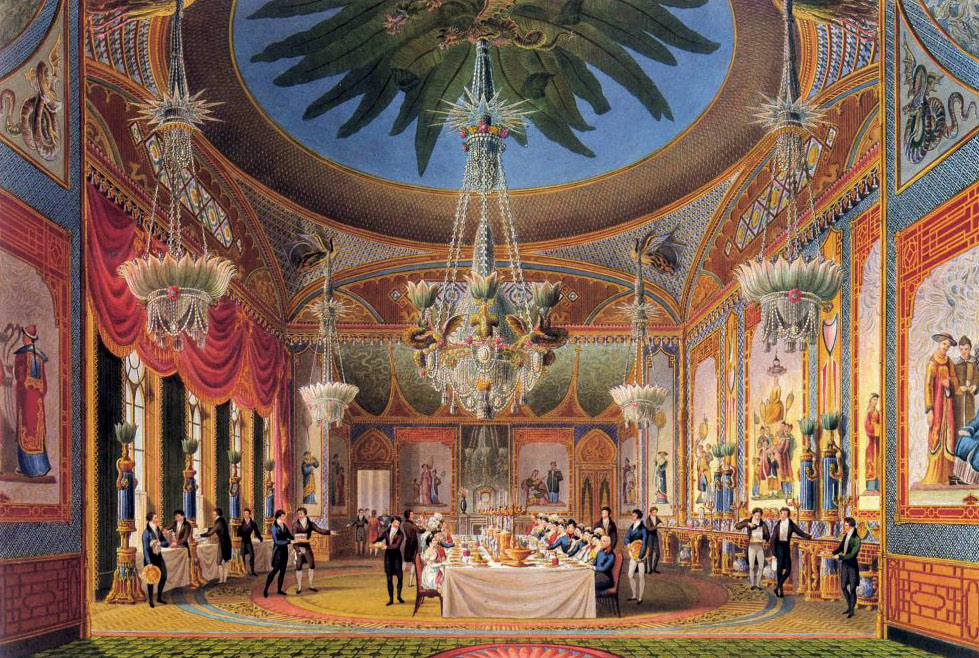
宴会室。壁に中国服の人物画が描かれ、天井からは蓮花型のシャンデリア、室内のあちこちに龍があしらわれている

ロイヤル・パビリオン（Royal Pavilion）は、ジョージ4世が摂政皇太子時代に、イギリス・イングランド地方のブライトンに海辺の別荘として建てた王室の離宮。当初は小規模でシンプルな建物だったが、後に大幅に増築され、インド・イスラム風の外観と中国風の内装を持つ宮殿に生まれ変わった。イギリス指定建造物1級に指定されている。

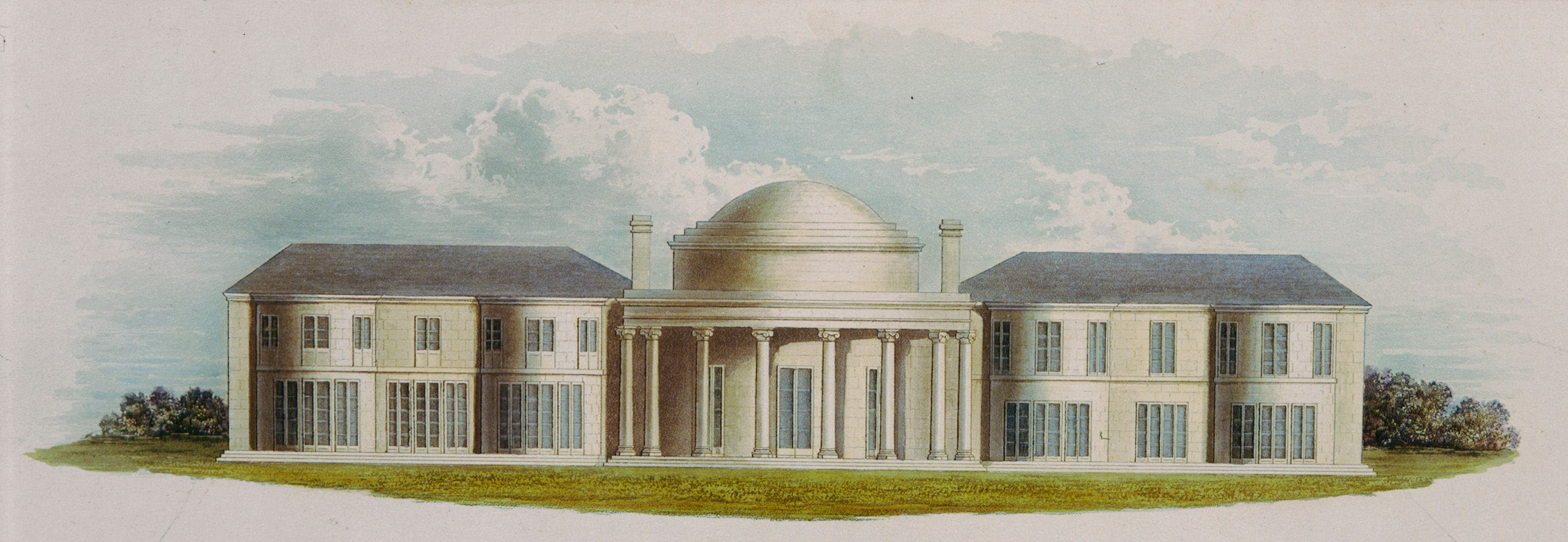
当初の建物はヘンリー・ホランド設計 1788年頃

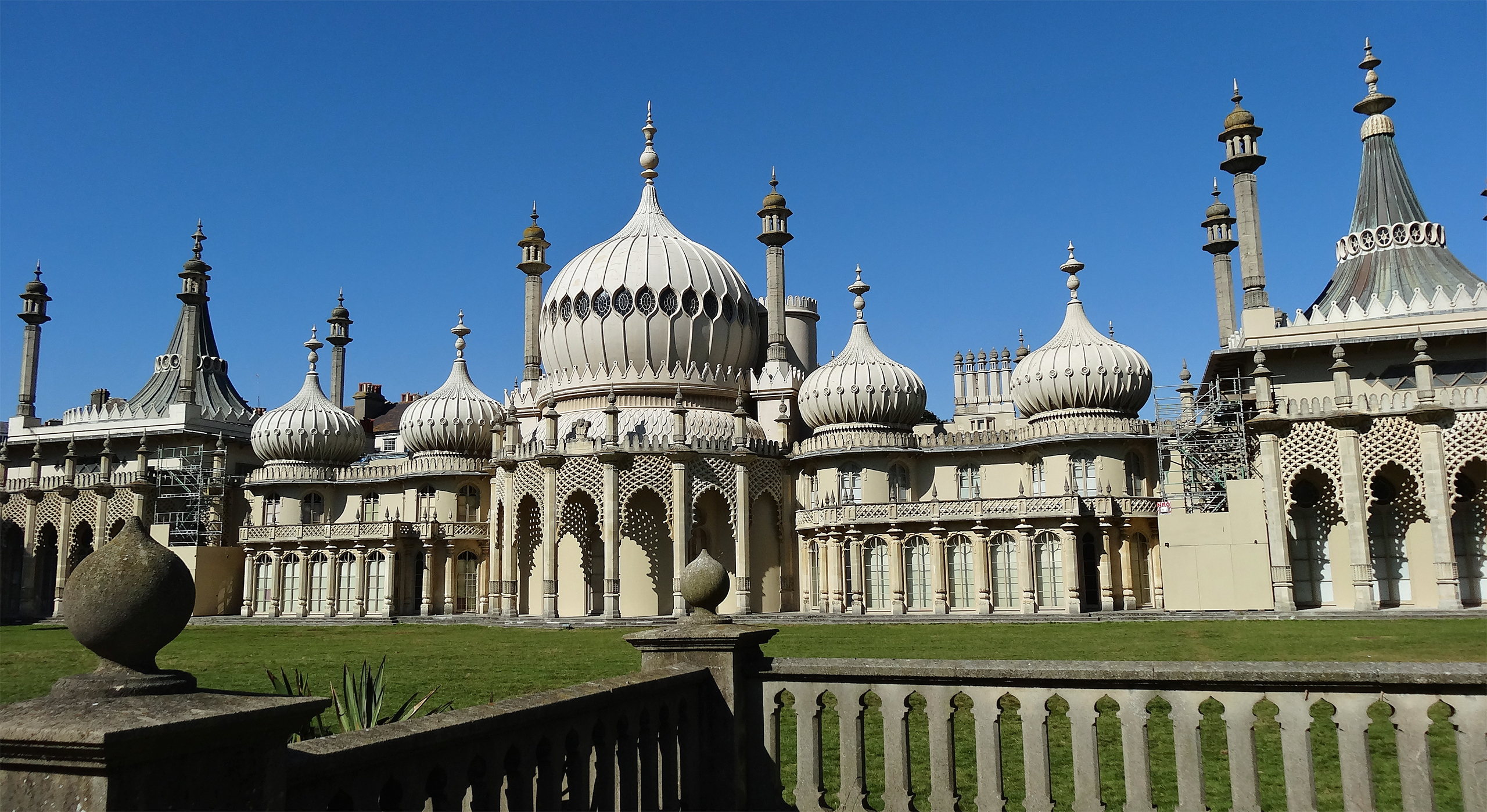
ジョン・ナッシュ設計によるインド風の外観

## 歴史
1783年、摂政皇太子がブライトンの浜辺を気に入り、農園の館を別荘として借りたのがロイヤル・パビリオンの始まりである。ブライトンは当時まだ小さな鄙びた村だったが、1750年に「海水浴」を健康法として初めて唱えた英国人医師リチャード・ラッセルの診療所兼邸宅があり、これをきっかけに上流・中流階級の人々の保養地として人気を集め始めていた。そこに皇太子が別荘を持ったことで高級リゾート地としての地位を確立した。
1787年に、皇太子はヘンリー・ホランドに改装を命じ、新古典主義の外装にバロック様式の内装を持つ離宮を完成させた。1802年、建物が増築され新しいダイニングルームと温室が造られた。1808年には敷地が拡大され、大型の馬小屋が建てられた。
その後、中国製の壁紙を贈られたことを契機に、当時流行していたシノワズリーを取り入れたものに全面改装することを決め、ピクチャレスクの代表的建築家であるジョン・ナッシュ の設計で1815年から7年をかけて大改修を行なった。ピクチャレスクは多様なスタイルを取り入れる折衷主義と意外性を特徴としていたことから、インド、イスラム、中国を混合した独特なデザインのエキセントリックな宮殿が完成した。
ジョージ4世は快楽王、放蕩王と呼ばれるほど遊びと浪費が好きで、離宮建設にも、また完成後の社交にも莫大な経費が使われた。それによって、建築や工芸、あるいはファッション、音楽といった芸術面に多大な貢献をした一方、英国王室に大きな経済的損害を与えた。

## 建築
クレムリン宮殿を模したとも言われたドームと列柱が印象的な外観に対し、内部は一転して、竹、龍、蓮、塔といった中国的なシンボルや中国風の絵画・文様が随所に散りばめられ、西洋と東洋が混ざり合った奇妙かつ豪華な装飾で見る者を飽きさせない工夫がされている。また、材料として当時としては最新の鋳鉄が使われたことも特徴的である。構造に使われているだけでなく、細く装飾的な柱や、一見、竹製に見える階段手すりなども鋳鉄製である。研究者は、公共の建築において鉄がむき出しで使われたのは、この建築が初めてと見ている。

### 構成
エントランスホール、サロン、回廊、バンケットルーム（宴会室）、音楽室などのほか、「キングズ・アパートメント」と呼ばれる王の居室スペースがある。

## 日本への影響
岩倉使節団がブライトンを視察したことで日本でも大磯など海岸リゾート地に別荘を持つことが高官の間でブームとなり、ブライトンに王室の離宮ができたことで、皇室の御用邸の建設地としてシーサイドも含まれるようになったのではないか、と研究者は見ている。